# Spathiphyllum dressleri
Spathiphyllum dressleri Croat & F.Cardona – gatunek wieloletnich, wiecznie zielonych roślin zielnych z rodzaju skrzydłokwiat, z rodziny obrazkowatych, występujący w Panamie, zasiedlający równikowe lasy deszczowe.